# Nepanthia pedicellaris
Nepanthia pedicellaris is een zeester uit de familie Asterinidae.
De wetenschappelijke naam van de soort werd in 1913 gepubliceerd door Walter Kenrick Fisher.